# Incoronazione del monarca russo

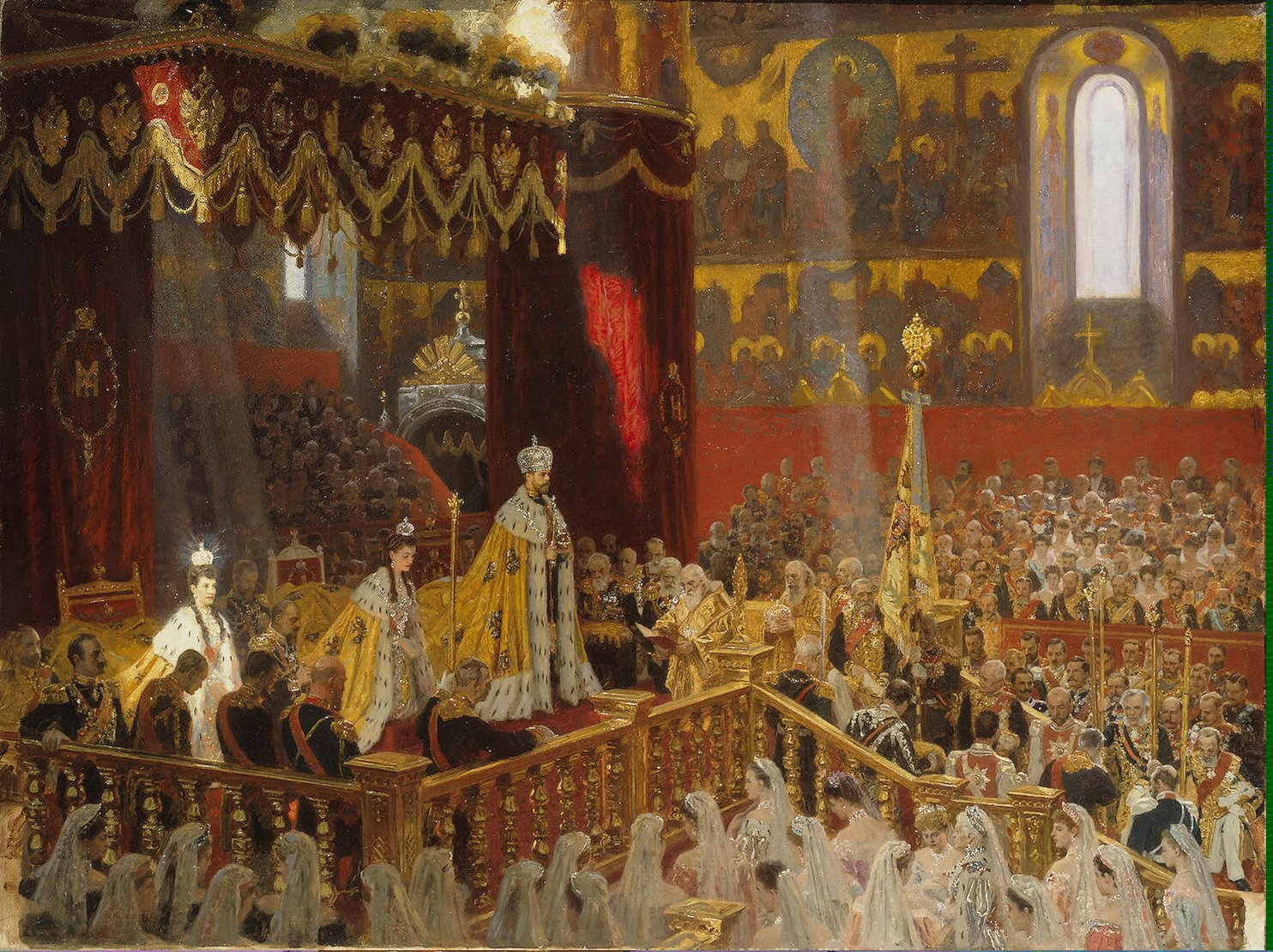
Incoronazione di Nicola II e della zarina Alessandra Feodorovna nel 1896. La madre dello zar, Maria Feodorovna, è seduta alla sua sinistra.

L'incoronazione del monarca russo era una cerimonia tra le più solenni dell'Impero russo, nella quale un imperatore russo (indicato col titolo di zar) veniva incoronato ed investito delle regalie, oltre che unto col crisma e benedetto formalmente dalla chiesa ortodossa russa per dare il via al proprio regno.
Anche se i regnanti della Moscovia venivano incoronati già prima del regno di Ivan III, gli antichi rituali d'incoronazione russa prendevano toni bizantineggianti come risultato dell'influenza della moglie di Ivan, Sofia Paoleologa, e delle ambizioni imperiali di suo nipote Ivan IV. Questi elementi rimasero quando la Moscovia venne trasformata nello Zarato di Russia e quindi nell'Impero russo, rimanendo in vigore sino all'abolizione della monarchia nel 1917. Dal momento che la Russia pretendeva di proclamarsi la "Terza Roma" al posto di Bisanzio ormai decristianizzata, il rito russo venne designato sulla base dei riti previsti per la cosiddetta "Seconda Roma" (Costantinopoli).
Mentre potevano passare mesi o addirittura anni dall'iniziale ascesa del sovrano sino allo svolgimento di questo rituale, la chiesa richiedeva che il monarca fosse unto ed incoronato secondo il rito ortodosso per poter essere legittimato alla propria posizione. Dal momento che la chiesa e lo Stato erano essenzialmente una cosa sola nella Russia imperiale, questa cerimonia investiva gli zar della loro legittimazione politica, anche se questo non era il solo intento. Essa conferiva anche privilegi spirituali e benefici mistici concessi da Dio ai sovrani russi sui loro sudditi, concedendo loro autorità divina. Tale proposito, in Europa, risaliva all'epoca medievale ma era stato completamente abbandonato nei cerimoniali moderni, pur permanendo (soprattutto in Francia) un certo legame tra regno e sacralità.
Anche se la capitale era stata portata a San Pietroburgo (1713–1728, 1732–1917) dallo zar Pietro I, le incoronazioni degli zar si tenevano per tradizione sempre a Mosca alla Cattedrale della Dormizione nel Cremlino. L'ultima incoronazione in Russia si tenne il 26 maggio 1896 per lo zar Nicola II e sua moglie Alessandra Feodorovna, che furono gli ultimi zar e zarina di Russia. Le regalìe imperiali, sopravvissute alla Rivoluzione Russa ed al periodo comunista si trovano oggi esposte nel Museo del Fondo dei diamanti del Cremlino.
A partire dal regno di Ivan IV, i regnanti di Russia divennero noti col nome di "zar" anziché "Gran principe"; "Zar" era l'equivalente slavo per il termine latino "Caesar", nel senso appunto di imperatore. La tradizione proseguì sino al 1721 quando, durante il regno di Pietro I, il titolo venne formalmente cambiato in Imperator (Imperatore). La decisione di Pietro rifletteva le difficoltà da parte delle monarchie europee dell'epoca di riconoscere il governante russo come imperatore o meramente re, ribadendo l'insistenza di vedere la Russia qualificata tra le grandi potenze del mondo dell'epoca. Il termine "zar" rimase comunque in uso a livello popolare tant'è vero che anche all'interno di questo articolo esso verrà utilizzato al posto di "imperatore".

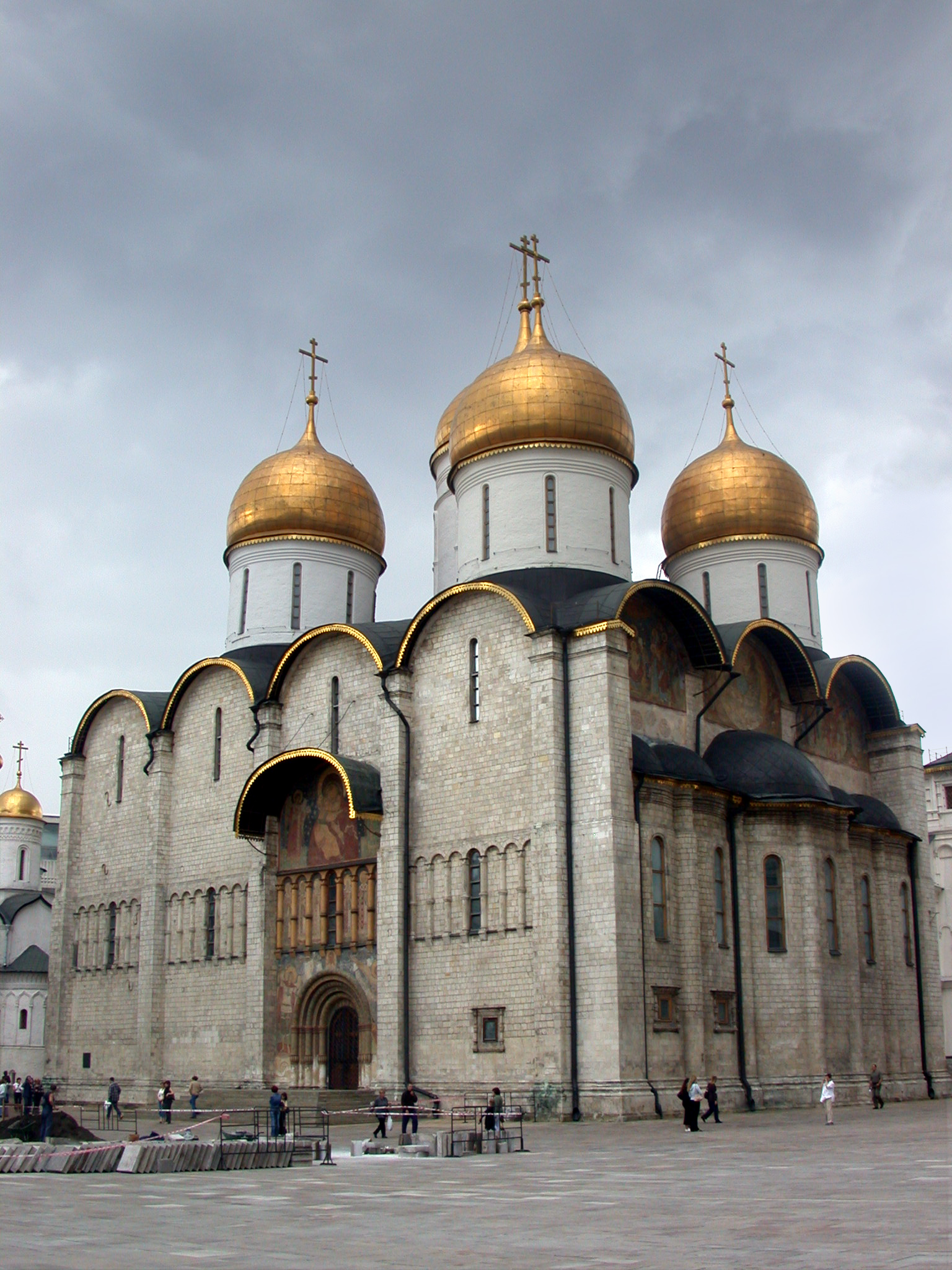
La Cattedrale della Dormizione, dove si tennero tutte le incoronazioni russe.

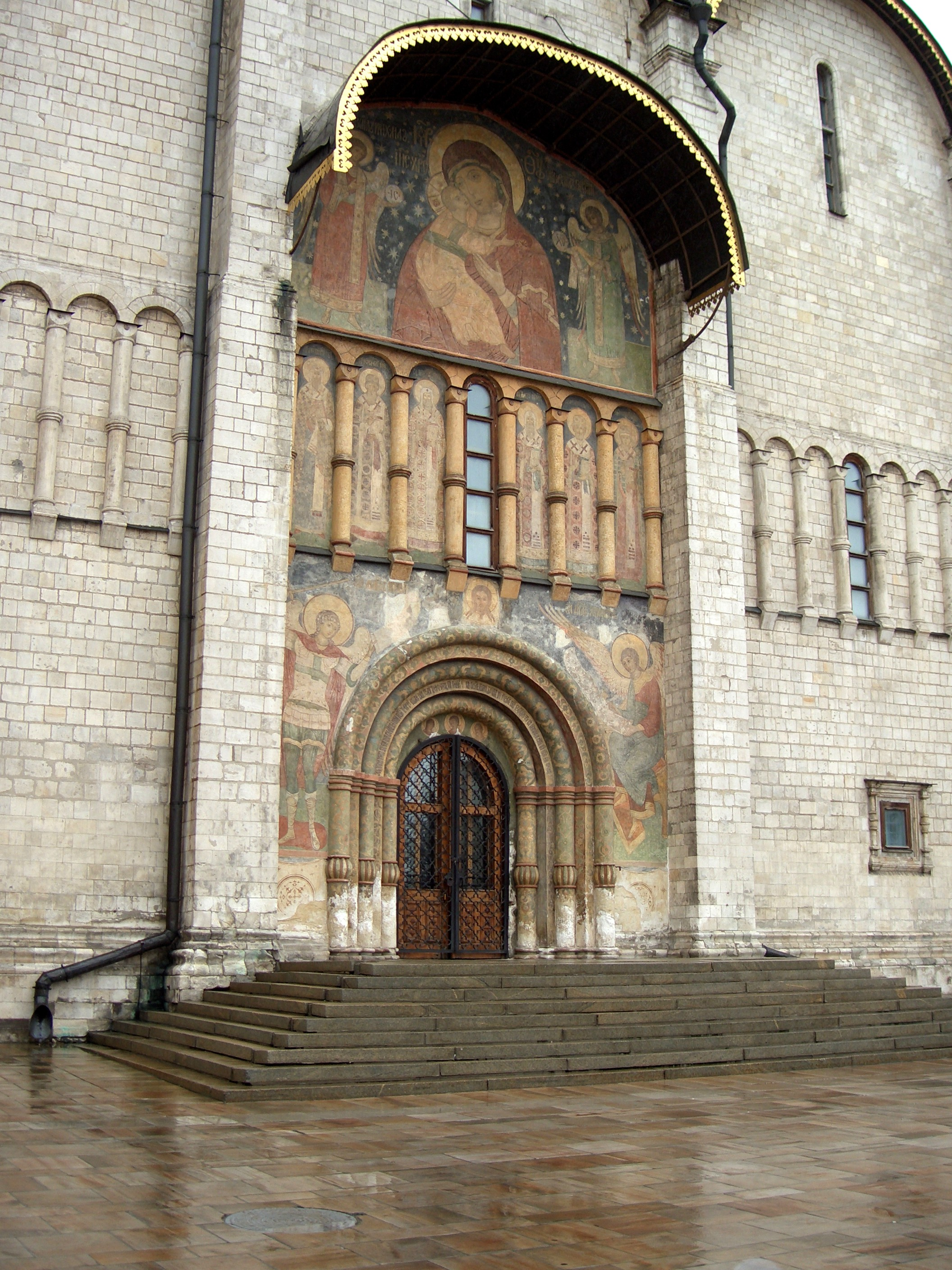
Portale d'entrata alla Cattedrale della Dormizione, Cremlino di Mosca.

## Simbolismo
Nell'Europa medievale, l'unzione di un monarca cristiano era vista come un modo per riconfermarlo come mixta persona, in parte sacerdote ed in parte laico. La chiesa ortodossa russa riteneva che lo Zar dovesse "sposarsi" col suo popolo proprio durante la cerimonia d'incoronazione.

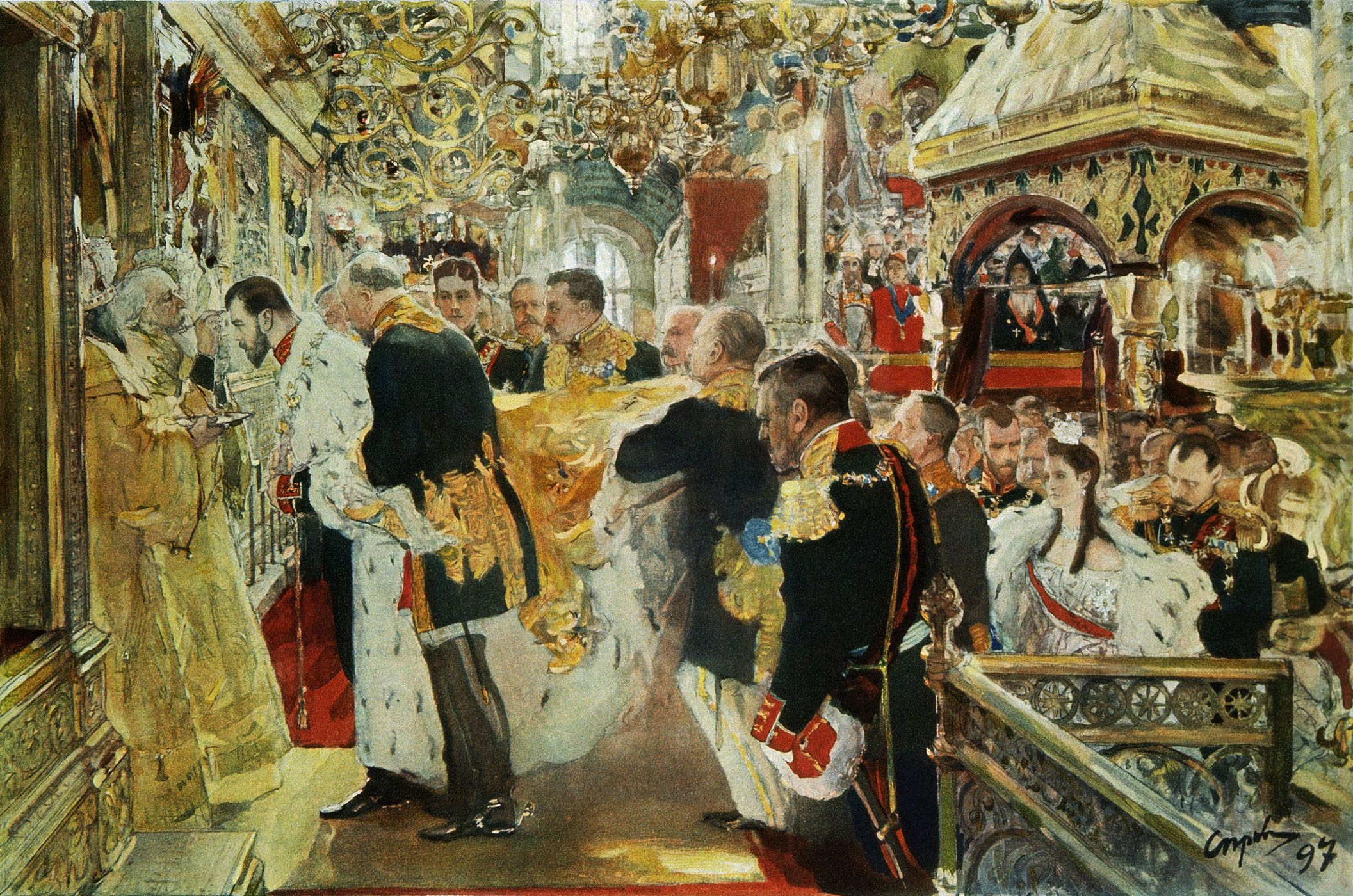
Unzione dello zar Nicola II durante la sua incoronazione nel 1896

Il concetto ortodosso è stato ben esposto dal vescovo russo Nektarios Kontzevich, prelato della chiesa ortodossa all'estero:
Dal momento che nessun laico ortodosso aveva il permesso di oltrepassare le Porte Reali e quindi di prendere parte alla comunione al Corpo e al Sangue di Cristo in maniera separata, tale permesso era invece accordato allo zar sia durante l'incoronazione sia a tutti i riti dove fosse necessario dimostrare la natura solenne del rituale e le particolari doti del monarca come uomo di chiesa. Potere sacro e temporale, chiesa e stato, Dio e governo erano tutti riuniti insieme durante la cerimonia dell'incoronazione nella persona dello zar, come credevano molti russi.
Siccome però i poteri di uno zar divenivano effettivi con la sua ascesa, spesso la cerimonia d'incoronazione era sentita come un elemento secondario e per questo in molti casi passò molto tempo tra i due eventi. Questo spesso era fatto per permettere alla corte di terminare il proprio periodo di lutto per la morte del sovrano predecessore e permettere l'immensa organizzazione per la cerimonia d'incoronazione del successore.

## Regalie imperiali

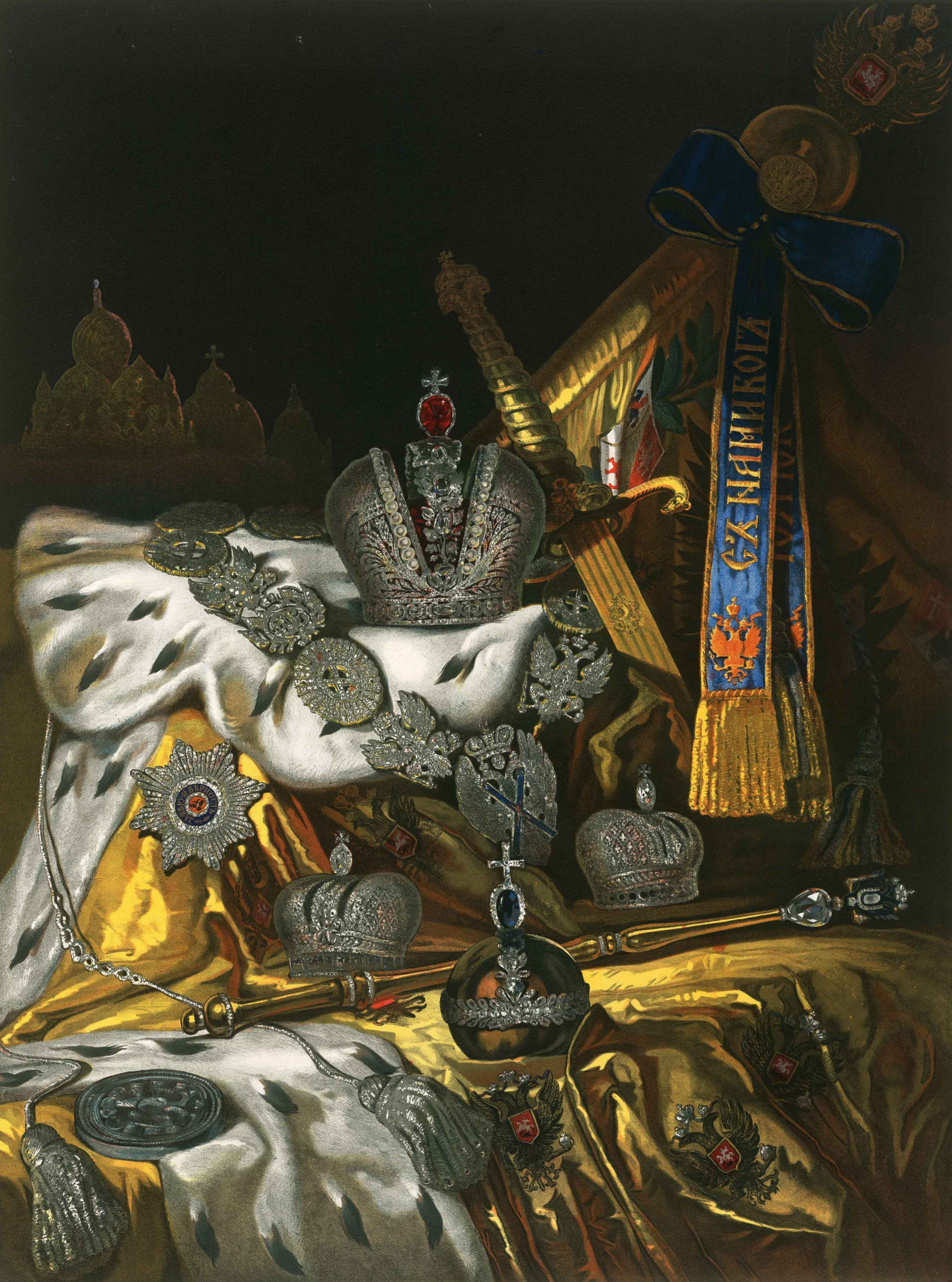
Le Regalie imperiali russe.

Come nella maggior parte delle monarchie europee, gli zar di Russia disponevano di una notevole collezione di regalie imperiali, molte delle quali usate durante le cerimonie d'incoronazione. Tra gli elementi più importanti citiamo:
- La Corona imperiale di Russia. I governanti russi da Dmitri Donskoi a Pietro I utilizzavano la Corona di Monomaco, una corona d'oro filigranata risalente al XIV secolo con forma di elmo, adorna di perle e pietre preziose, circondata di pelo di ermellino.[14] Quando Pietro si proclamò imperatore di Russia, egli rimpiazzò il diadema di Monomaco con una nuova corona modellata su quella degli imperatori del Sacro Romano Impero. La moglie di Pietro, che gli succedette col nome di Caterina I, fu la prima a indossare questa nuova corona. Per l'incoronazione di Caterina la Grande, nel 1762, i gioiellieri di corte Ekhart e Jérémie Pauzié ottennero l'incarico di creare una nuova corona, nota col nome di Gran Corona Imperiale, a forma di mitria, divisa in due emisferi con un arco centrale diamantato ed uno spinello rosso cinese centrale da 398.72 carati.[15] La corona venne prodotta in soli due mesi e pesava solo 2,3 kg.[16] questa corona venne usata per tutte le incoronazioni da Paolo I a Nicola II.[17]
- La Corona della zarina. Virtualmente identica nell'aspetto e nella manifattura alla Grande Corona Imperiale, essa si presentava di dimensioni minori. Essa venne utilizzata per la prima volta da Maria Fedorovna, moglie di Paolo I, ed utilizzata per l'ultima volta durante l'incoronazione di Nicola II dalla zarina madre Maria Feodorovna. Una copia identica venne creata per l'occasione per essere indossata dalla zarina Alessandra Feodorovna, dal momento che era la prima volta in cui un'imperatrice madre assisteva all'incoronazione del figlio e quindi la sua posizione la poneva in preminenza rispetto anche alla consorte dello zar. La corona della consorte viene anche chiamata popolarmente "Piccola Corona Imperiale" per differenziarla dalla Grande Corona Imperiale dello zar.[18]
- Scettro e globo. Lo scettro imperiale, creato durante il regno di Caterina la Grande, è decorato con diamanti e brillanti, sormontato dal Diamante Orlov, a sua volta sormontato da una doppia aquila con lo stemma della Russia al centro.[19] Il globo venne realizzato nel 1762 per l'incoronazione di Caterina II e consiste in una palla d'oro rosso di semplice fattura, circondata da due file di diamanti e sormontata da un grande zaffiro con una croce.[15]
- La bandiera di stato. Ciascuno zar ha una propria Bandiera di Stato realizzata per la sua incoronazione ed in uso durante tutto il suo regno. Questa bandiera veniva benedetta la sera precedente l'incoronazione nell'armeria del Palazzo del Cremlino e presenziava il giorno successivo alla cerimonia ed a tutti gli eventi significativi del regno dello zar.[20]

## L'incoronazione

### L'entrata a Mosca

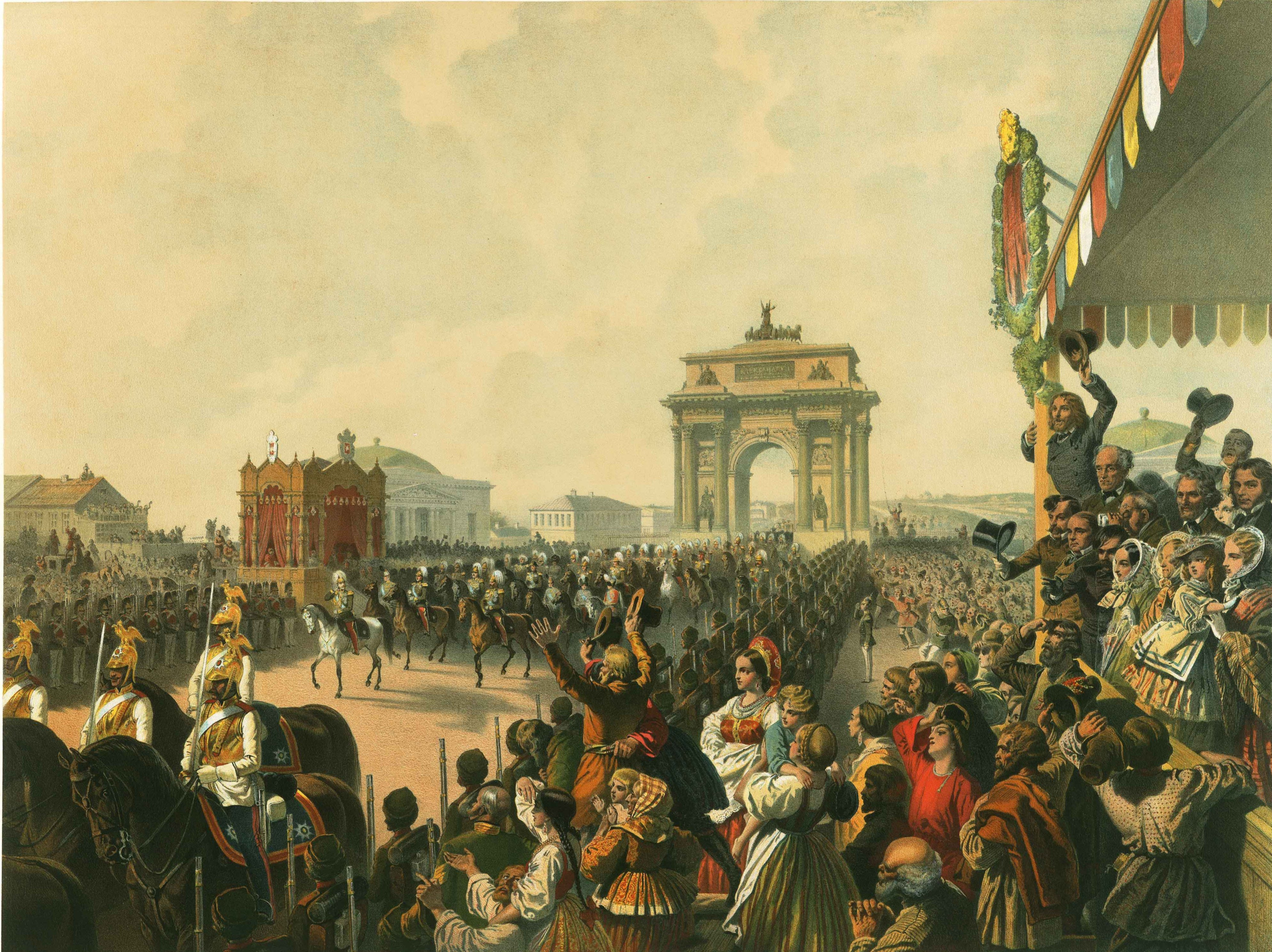
Entrata dello zar Alessandro II e del suo seguito a Mosca per la sua incoronazione, 1856

Le incoronazioni russe avevano tutte luogo a Mosca, antica capitale del paese. Il nuovo regnante procedeva in una lunga entrata processionale a cavallo all'interno della città, accompagnato da diversi squadroni di cavalleria, dalla consorte (in una carrozza) e dal suono delle campane. Il nuovo zar si fermava con una sosta alla Cappella di Nostra Signora di Iveron, sede dell'Icona della Beata Vergine Maria di Iveron, una delle più venerate icone di Mosca. Era tradizione che gli zar russi porgessero questo omaggio personale alla Madonna.
Dopo la sua entrata in città, il nuovo Zar ed il suo entourage si preparavano per la cerimonia del giorno successivo, inviando degli araldi in costume medievale con dei proclami speciali indirizzati "Al buon popolo della Nostra prima capitale". Venivano quindi ricevuti i diplomatici stranieri, veniva consacrata la bandiera di stato, venivano portate le regalie imperiali dell'armeria del Cremlino alla sala del trono per la processione poi verso la cattedrale. Congiuntamente all'entrata dello zar a Mosca, i peccati erano rimessi, i prigionieri perdonati e venivano proclamati tre giorni di festività.

### La processione dell'incoronazione

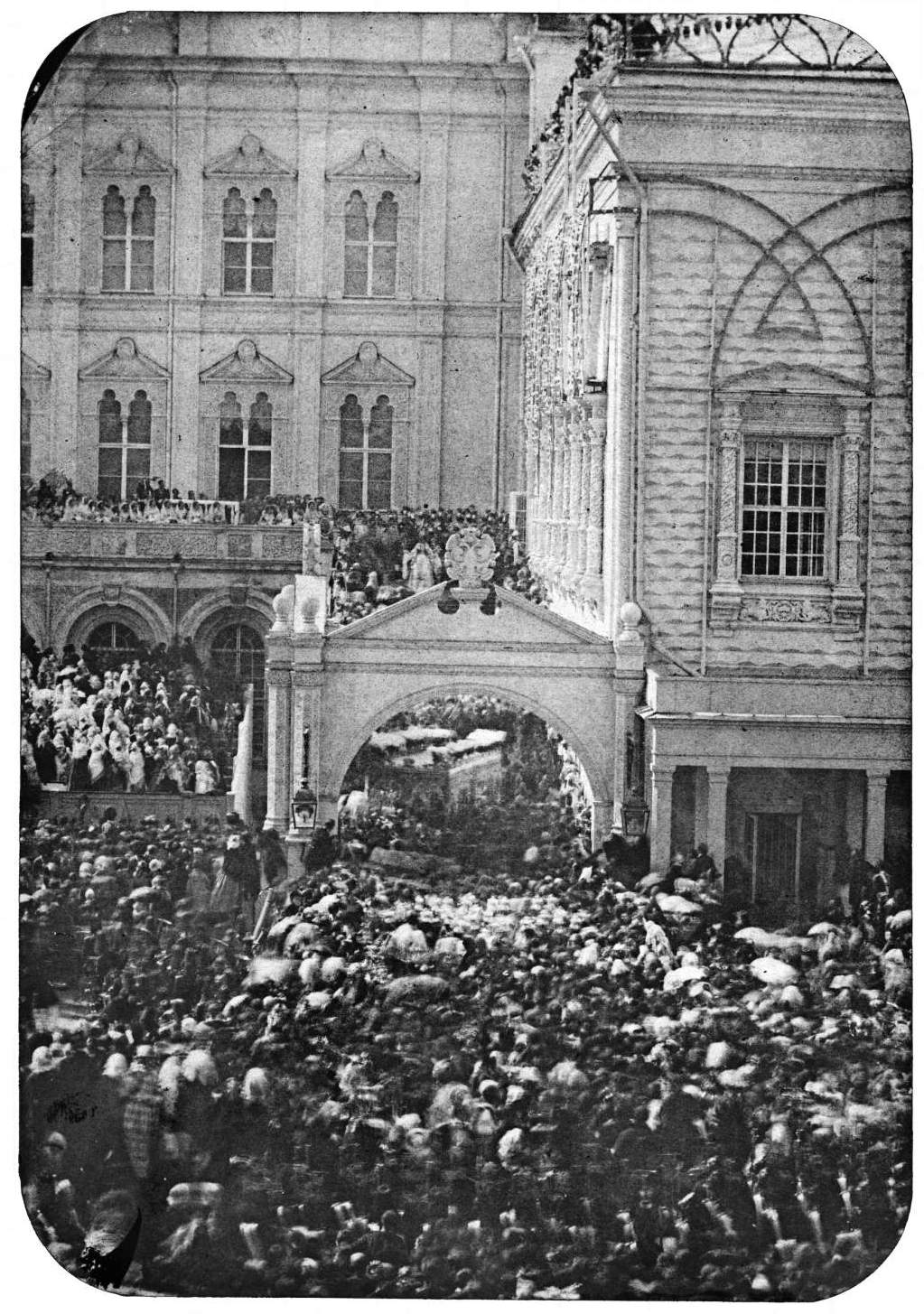
Processione dello zar Alessandro II verso la Cattedrale della Dormizione dalla Scalinata Rossa durante la sua incoronazione nel 1856.

Lo zar si ritrovava il mattino dell'incoronazione alla Scalinata Rossa del Palazzo del Cremlino dove si formava la processione verso la cattedrale, sotto un baldacchino solenne sostenuto da trentadue generali russi ed altrettanti ufficiali di supporto. Accompagnato dalla propria sposa (sotto un baldacchino separato) e dalle regalie, lo zar procedeva lentamente verso la Cattedrale della Dormizione, dove veniva unto e dove l'incoronazione aveva luogo. Tra gli oggetti portati in parata vi erano anche il collare dell'Ordine di Sant'Andrea per la zarina, la Spada di Stato, la Bandiera di Stato, il Sigillo di Stato, il Mantello Porpora dello zar, il globo, lo scettro la Piccola Corona Imperiale e la Grande Corona Imperiale. L'aiutante di campo dello zar, i generali al suo seguito, le guardie a cavallo erano tutti allineati sulla strada dalla Scalinata Rossa alla Cattedrale. Il Feldmaresciallo, il Feldmaresciallo in capo ed il Supremo Maresciallo, ciascuno con la propria mazza cerimoniale in mano, in silenzio si univano alla processione, che comprendeva anche i ministri della guerra e della corte imperiale, il comandante della residenza imperiale, l'aiutante dello zar, il maggiore generale comandante delle guardie personali del sovrano e molti altri.
Lo zar e sua moglie si incontravano quindi alle porte della cattedrale con i prelati della chiesa ortodossa con a capo il patriarca di Russia o (nei periodi in cui non vi era un patriarca) dal vescovo metropolita di Mosca. Il vescovo presiedente la cerimonia offriva allo zar una croce da baciare, mentre un altro lo benediceva con l'acqua santa. Una volta entrati nella cattedrale, per tre volte veniva rivolta una preghiera alle icone presenti, e quindi si svolgeva la cerimonia interna che proseguiva verso due grandi troni che erano posti al suo interno. Questi seggi erano quelli dello zar Michele I, primo sovrano della dinastia dei Romanov asceso al trono nel 1613, e quello di Ivan III che istituì il titolo di "Zar di tutte le Russie" nel XV secolo. Il protocollo proibiva a qualsiasi sovrano incoronato di partecipare alla cerimonia d'incoronazione. Ad ogni modo, nel 1896, vennero fatte delle eccezioni per la madre di Nicola II, Maria Feodorovna, e per la zia di Nicola II, la regina Olga di Grecia che per nascita era una granduchessa di Russia e che aveva poi sposato re Giorgio I di Grecia.

### Inizio della cerimonia

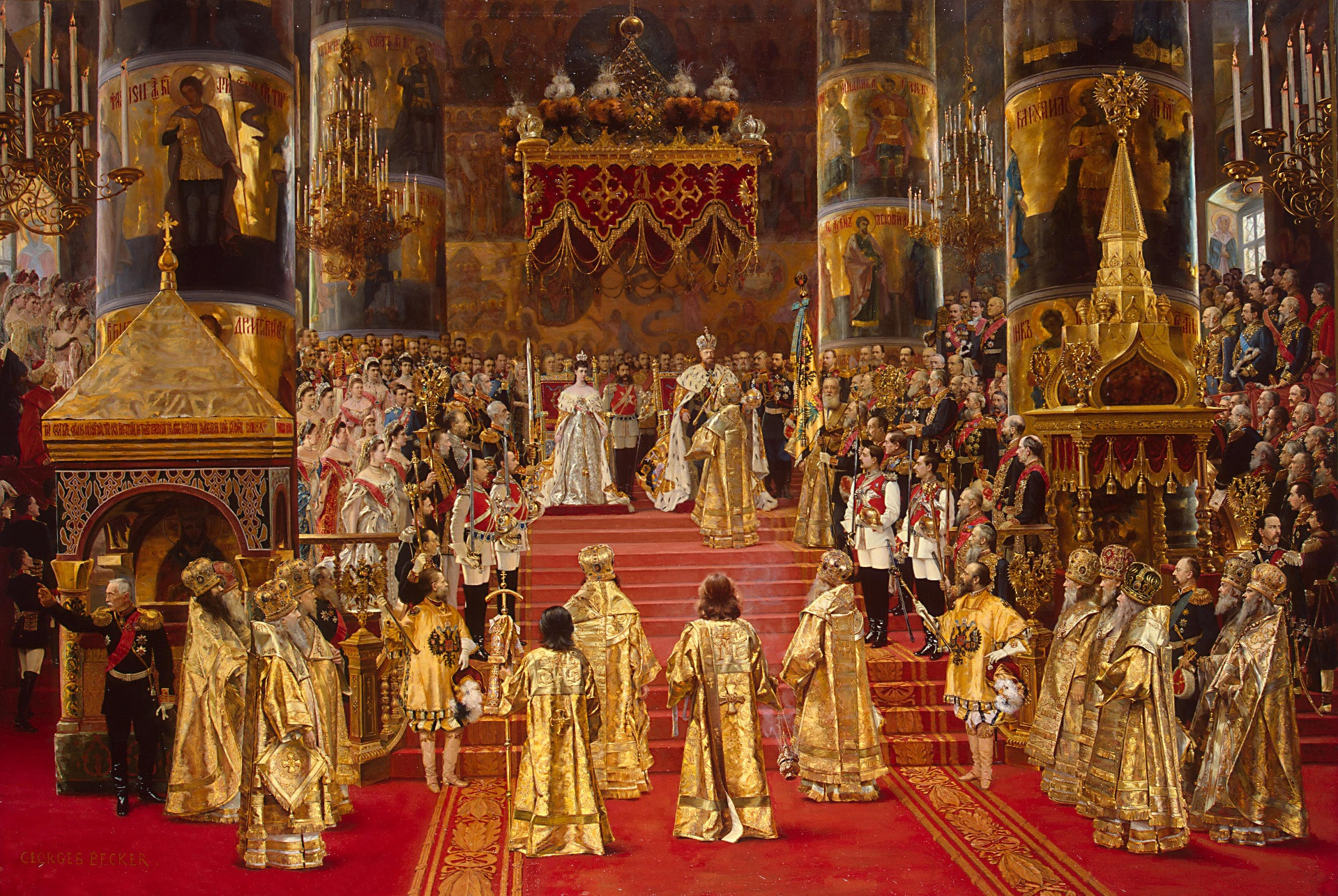
Alessandro III riceve lo scettro durante la sua incoronazione nel 1883

La cerimonia religiosa dell'incoronazione aveva inizio col canto del Salmo 101 quando lo zar veniva invitato a recitare il Credo di Nicea secondo l'uso ortodosso, senza la clausola filioque. Quindi lo zar riceveva un libro contenente delle preghiere da leggere, mentre il prelato officiante lo benediceva. Erano quindi cantati altri inni e venivano letti tre passi della Bibbia: Isaia 49:13-19, Romani 13:1-7 e Matteo 22:15-22.
Lo zar a questo punto si toglieva il collare dell'Ordine di Sant'Andrea ed i metropoliti di San Pietroburgo e Kiev lo ricoprivano col Mantello Porpora, imponendogli poi le mani sulla testa e pregando per lui, passo derivato direttamente dal rituale d'incoronazione bizantino. Nella prima di queste preghiere il metropolita presiedente recitava:
Dopo lo scambio della pace il diacono comandava: "Inchinate il capo al Signore". Il metropolita leggeva dunque una seconda preghiera, mentre tutte le teste erano reclinate:

### Incoronazione dello Zar

Disegno della Corona imperiale di Russia

Quindi il nuovo sovrano diretto dal vescovo metropolita prende la Corona Imperiale e la pone sul proprio capo, mentre il prelato invoca su di lui la Santissima Trinità. Anche questo costume è stato derivato dalle cerimonie degli imperatori bizantini e veniva utilizzato per indicare il potere imperiale, che gli zar vedevano come una continuazione diretta dell'Impero romano (o bizantino) direttamente da Dio. La preghiera del patriarca metropolita, simile a quella del Patriarca di Costantinopoli durante l'incoronazione bizantina imperiale, confermava la supremazia imperiale:
Quindi lo zar riceveva lo scettro e il globo, portigli dal metropolita (che nuovamente invocava la Santissima Trinità) con queste parole:

### Incoronazione della zarina consorte

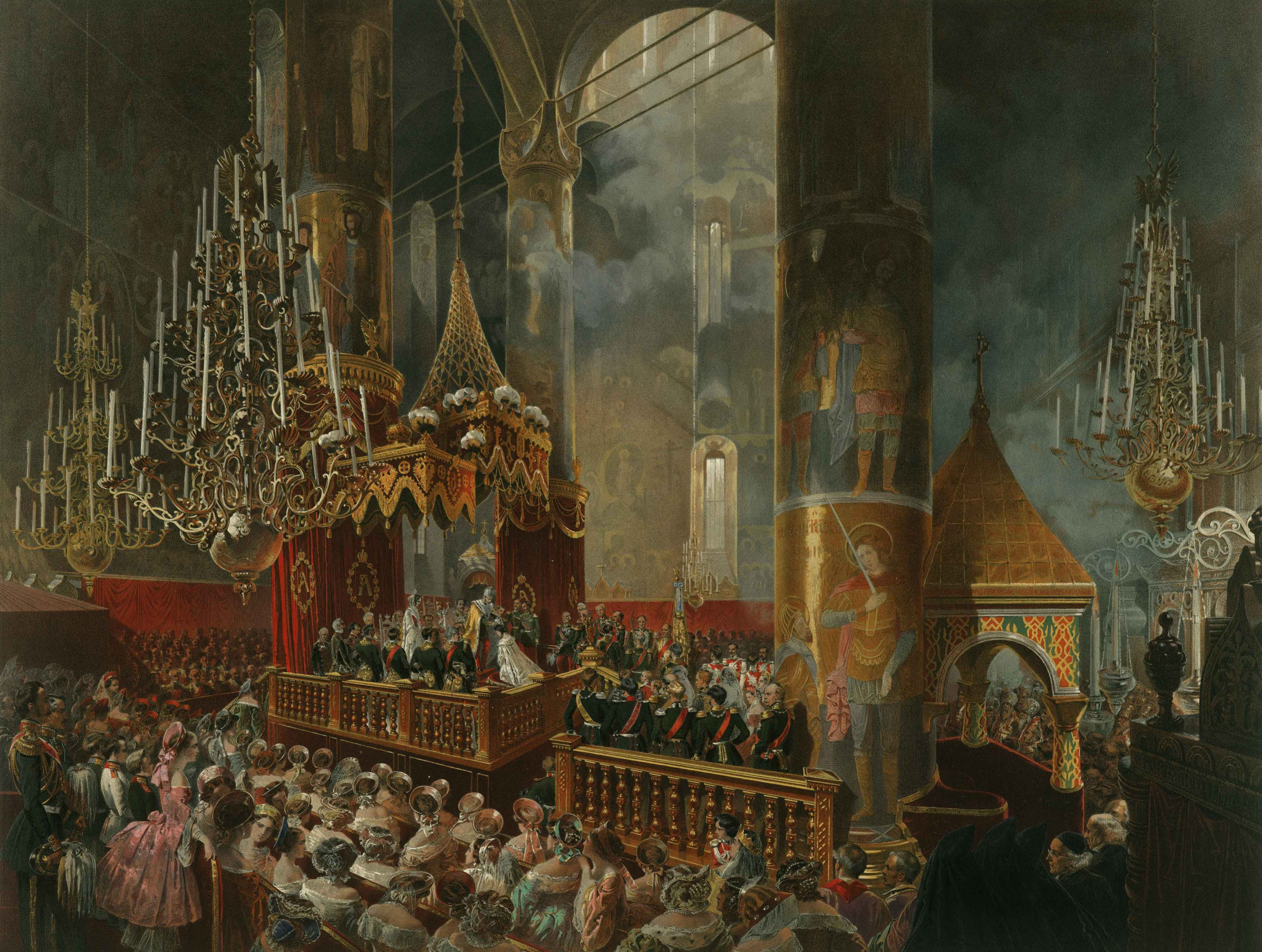
Incoronazione della zarina Maria Alexandrovna.

Una volta che lo zar aveva ricevuto la corona, lo scettro ed il globo, egli si sedeva sul suo trono con tutte le regalie. Poco dopo si svestiva dello scettro e del globo mantenendo la corona sul capo e faceva inginocchiare la moglie su un cuscino cremisi presso di lui. Togliendosi la corona sul capo, per breve tempo la poneva sopra la testa della moglie, per poi rimettersela sul capo. Lo zar quindi poneva la corona della zarina sul capo della consorte e le consegnava il collare dell'Ordine di Sant'Andrea, accompagnato da un mantello porpora, a significare il suo ruolo e la sua dignità nella gestione degli affari dello Stato.
Secondo la baronessa Sophie Buxhoeveden, dama di compagnia ed amica personale dell'ultima zarina, Alexandra Feodorovna, l'imperatrice vedeva il suo ruolo nell'incoronazione del marito come "una specie di matrimonio mistico con la Russia. Ella diveniva una cosa sola con la Russia, sigillando per sempre anima e corpo con la Russia, e tale sarebbe rimasta per il resto della sua vita. La lunga liturgia sacra, la vestizione dell'imperatore, la sua investitura con le insegne imperiali, le pareva un sogno". Secondo la Buxhoeveden, Alexandra non si stancò ma durante le cinque ore nelle quali si svolse il rituale, insistendo nel dire che tutto era "bellissimo".
Prima dell'incoronazione di Maria Fedorovna nel 1797, solo due altre consorti erano state incoronate assieme ai mariti: Marina Mniszech, moglie dello zar Dmitri I il Falso, che venne incoronata nel 1606, e Caterina, moglie di Pietro I, che regnò poi sulla Russia stessa alla morte di suo marito come zarina. La chiesa ortodossa russa si era generalmente opposta all'incoronazione di donne prima del regno di Pietro, e la sua decisione di introdurre questa innovazione rifletteva il suo chiaro desiderio di rompere con la precedente tradizione e portare la Russia maggiormente in linea con le altre potenze monarchiche occidentali. La chiesa incorporò dunque questa tradizione nella cerimonia d'incoronazione. All'incoronazione di Alessandro II, la corona dell'imperatrice Marie Alexandrovna le sfuggì dal capo, fatto che venne preso come un cattivo presagio.

### Il "Polychronion" e l'unzione

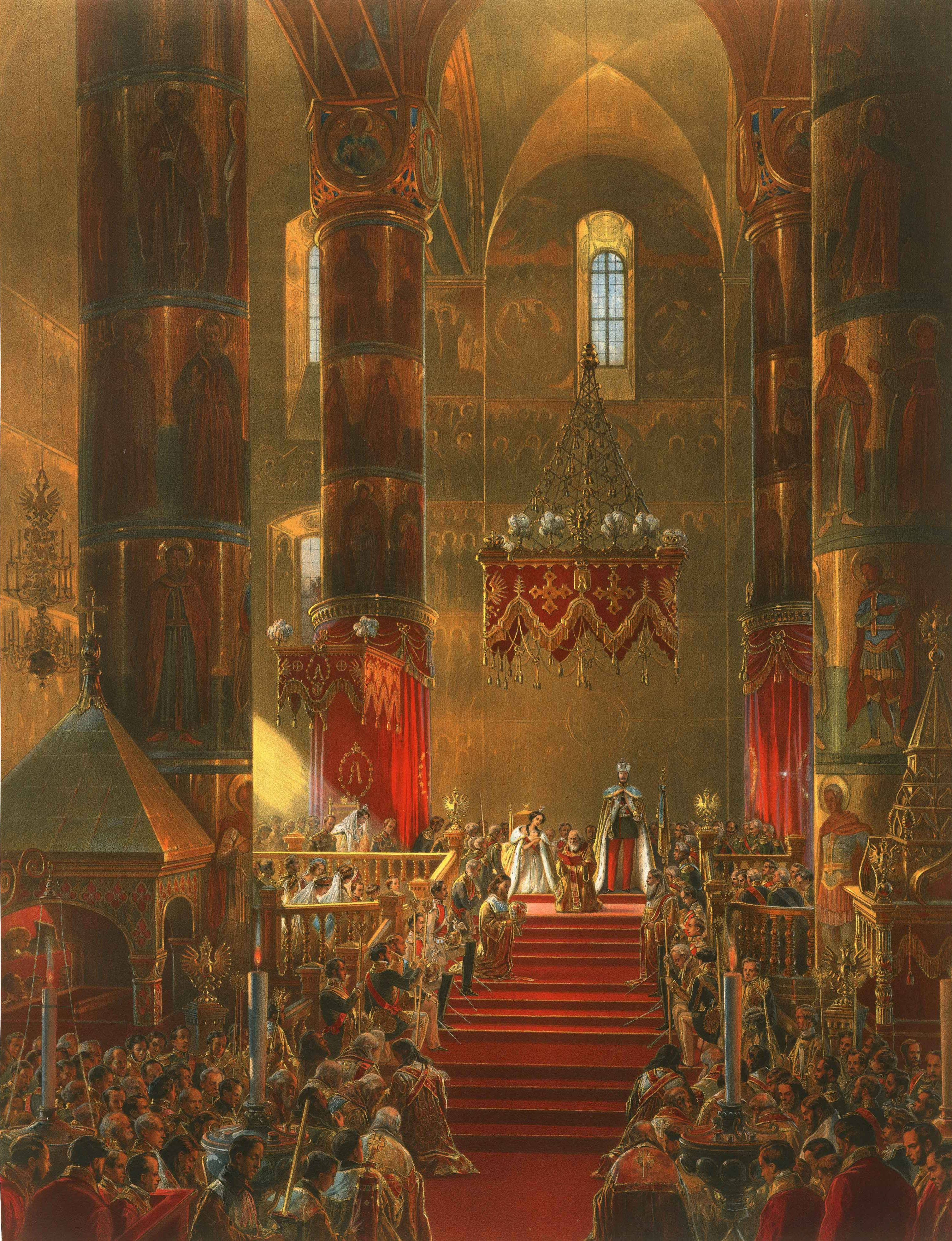
Il metropolita legge la preghiera per Alessandro II.

Dopo l'incoronazione della consorte, lo zar da poco incoronato riprendeva lo scettro e il globo, mentre il coro della cattedrale intonava la preghiera del "Polychronion", invocante molti anni di salute e un lungo, prospero regno dello zar e della zarina. Questo canto era accompagnato dal suono delle tradizionali campane ortodosse e da 101 spari a salve dei cannoni fuori dalla cattedrale. Inginocchiandosi, lo zar riprendeva nuovamente il globo e lo scettro e quindi recitava la preghiera. Fatto ciò, rialzandosi in piedi, il vescovo piesiedente e tutti gli altri si inginocchiavano per pregare per lui e per il popolo russo cantando il "Te deum".
Il testo della preghiera che lo zar leggeva era il seguente:
L'imperatore a questo punto si sedeva al fianco della propria corona posata su un supporto e seguiva immediatamente dopo la liturgia ortodossa. Durante la messa, immediatamente prima del rito della comunione, veniva eseguita l'unzione. Dopo il canto dell'inno di comunione, lo zar dava la sua spada ad un attendente ed assieme alla zarina ascendeva nell'ambone di fronte alle Porte Reali dell'iconostasi, aperte in quel momento. Su questa soglia egli veniva unto col sacro crisma dal patriarca o dal vescovo metropolita. Lo zar veniva unto con segno di croce alla testa, sugli occhi, sulle narici, sulla bocca, sulle orecchie, sul petto e su entrambi i lati delle mani e quindi si rivolgeva all'icona di Cristo sulla sua destra. Anche la sua consorte veniva quindi unta ma solo sul capo, ponendosi poi alla sinistra dove si trovava l'icona della Theotókos. Ogni rito di unzione era accompagnato dalle parole "ecco il sigillo del dono dello Spirito Santo." Venivano quindi suonate le campane seguite da una nuova serie di 101 colpi di cannone a salve. Il metropolita scortava quindi lo zar attraverso le Porte Reali (cosa normalmente permessa solo ai diaconi, ai sacerdoti o ai vescovi) verso l'altare, dove lo zar prendeva il pane e il vino separatamente, come i sacerdoti. Questa era l'unica volta in cui uno zar (o comunque un laico) aveva il permesso di ricevere la comunione in questa maniera. A differenza dello zar, la zarina rimaneva all'esterno delle Porte Reali e si comunicava nella maniera ordinaria, ricevendo insieme il pane e il vino con un cucchiaio liturgico.
Dopo l'unzione, ma prima di prendere la Santa comunione, lo zar recitava il giuramento dell'incoronazione, nel quale egli si impegnava a preservare l'autocrazia e di vivere il suo regno con giustizia e fortezza. L'ultimo zar di Russia, Nicola II, riportò questo giuramento come una delle ragioni che si opponevano alla costituzione liberale ed alla concessione di un governo parlamentare alla Russia durante il periodo della rivoluzione.

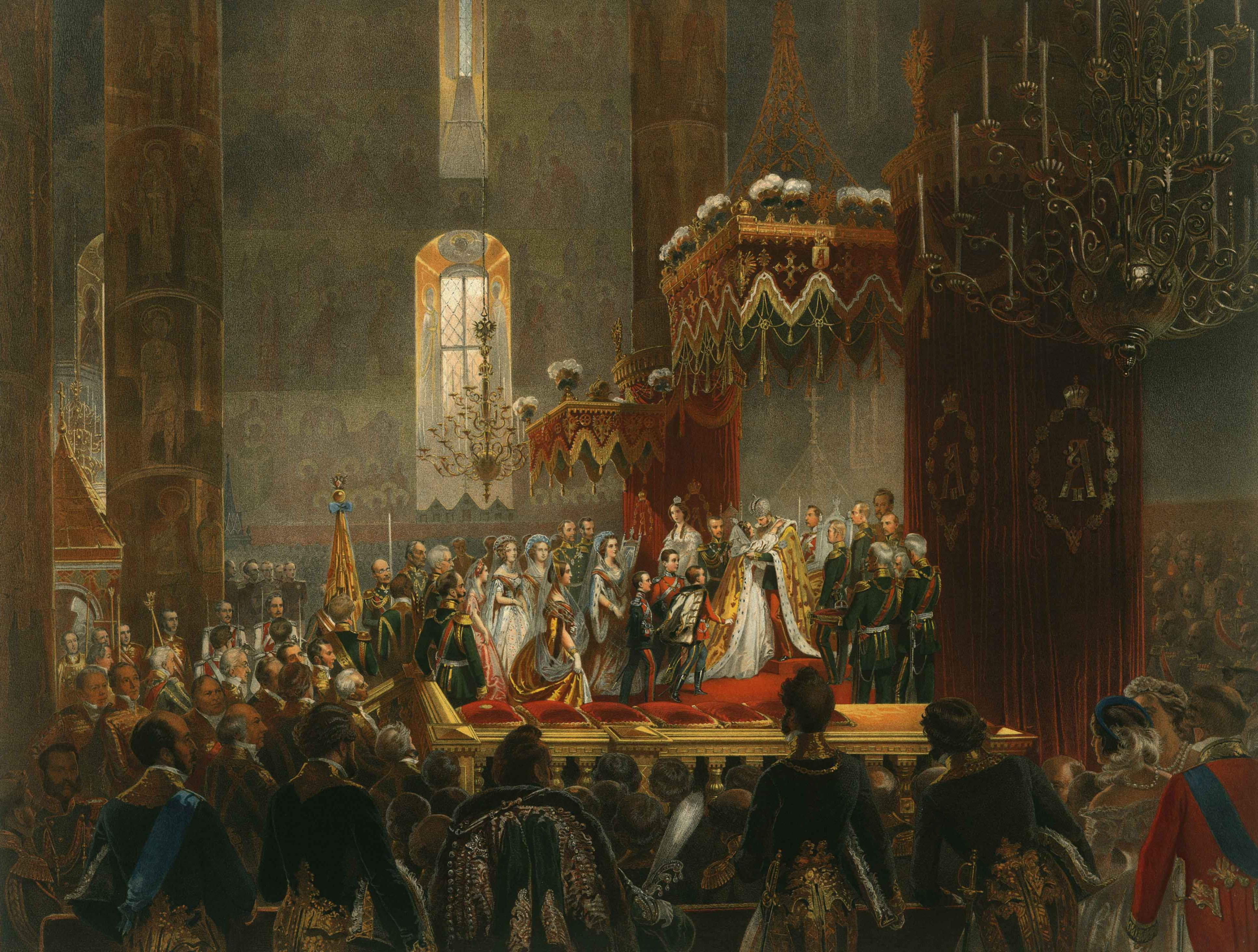
Omaggio ad Alessandro II

### La conclusione del rito
Dopo aver ricevuto la comunione, lo zar e la zarina tornavano sui loro troni, dove gli venivano lette le "Preghiere dopo la ricezione della Santa Comunione" dal loro padre confessore. Dopo di ciò, lo zar riceveva l'omaggio di sua moglie, di sua madre (se vivente) e degli altri membri della famiglia, dei nobili e di tutti i sudditi presenti nella cattedrale per la sua incoronazione. La parte finale, letta dall'arcidiacono, prevedeva l'intonazione di una benedizione speciale per lo zar e per la famiglia imperiale, col coro che cantava il "molti anni" per tre volte ancora. Questo concludeva l'incoronazione all'interno della cattedrale, ma altre celebrazioni continuavano poi a svolgersi separatamente all'esterno.

## Dopo il rito

### Ritorno a palazzo

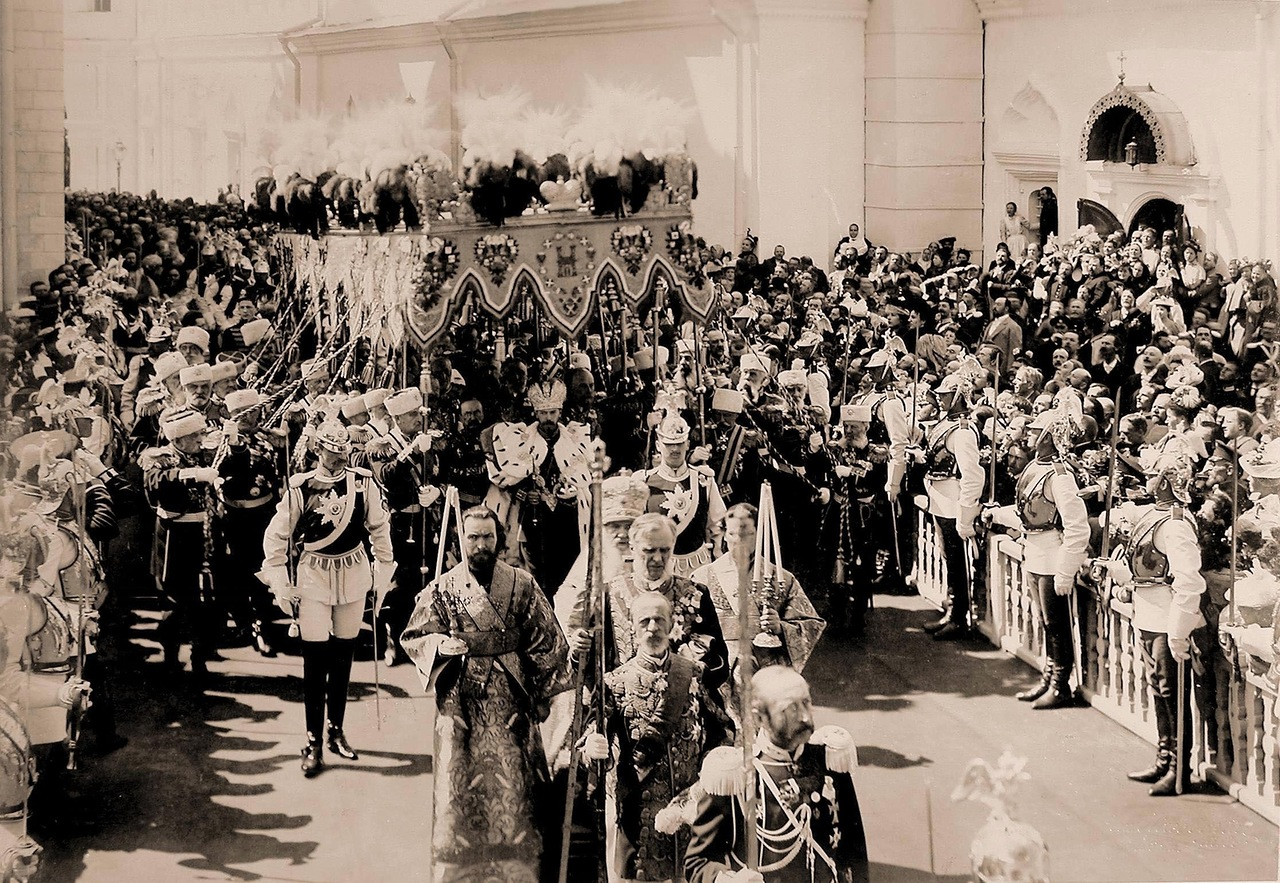
Dopo la sua incoronazione, lo zar Nicola II lascia la Cattedrale della Dormizione. I cavalieri della guardia marciano di fronte allo zar ed alla sua destra si distingue il barone Carl Gustaf Mannerheim, poi primo presidente e feldmaresciallo della Finlandia indipendente.

Alla conclusione della liturgia, lo zar e il suo entourage procedevano verso le vicine cattedrali dell'Arcangelo e dell'Annunciazione e poi verso il Cremlino. Dopo questo, il nuovo monarca incoronato procedeva sotto un baldacchino verso la Scala Rossa del Cremlino dove si preparava per il pranzo cerimoniale al Palazzo delle Faccette. Durante la processione di ritorno al Cremlino, gli ultimi monarchi (a partire da Nicola I) avevano preso la tradizione di fermarsi ed inchinarsi tre volte verso l'assemblea del popolo presente nel cortile, a simboleggiare come sottolineato da alcuni storici "un velato segno di devozione" tra il monarca e i suoi sudditi.

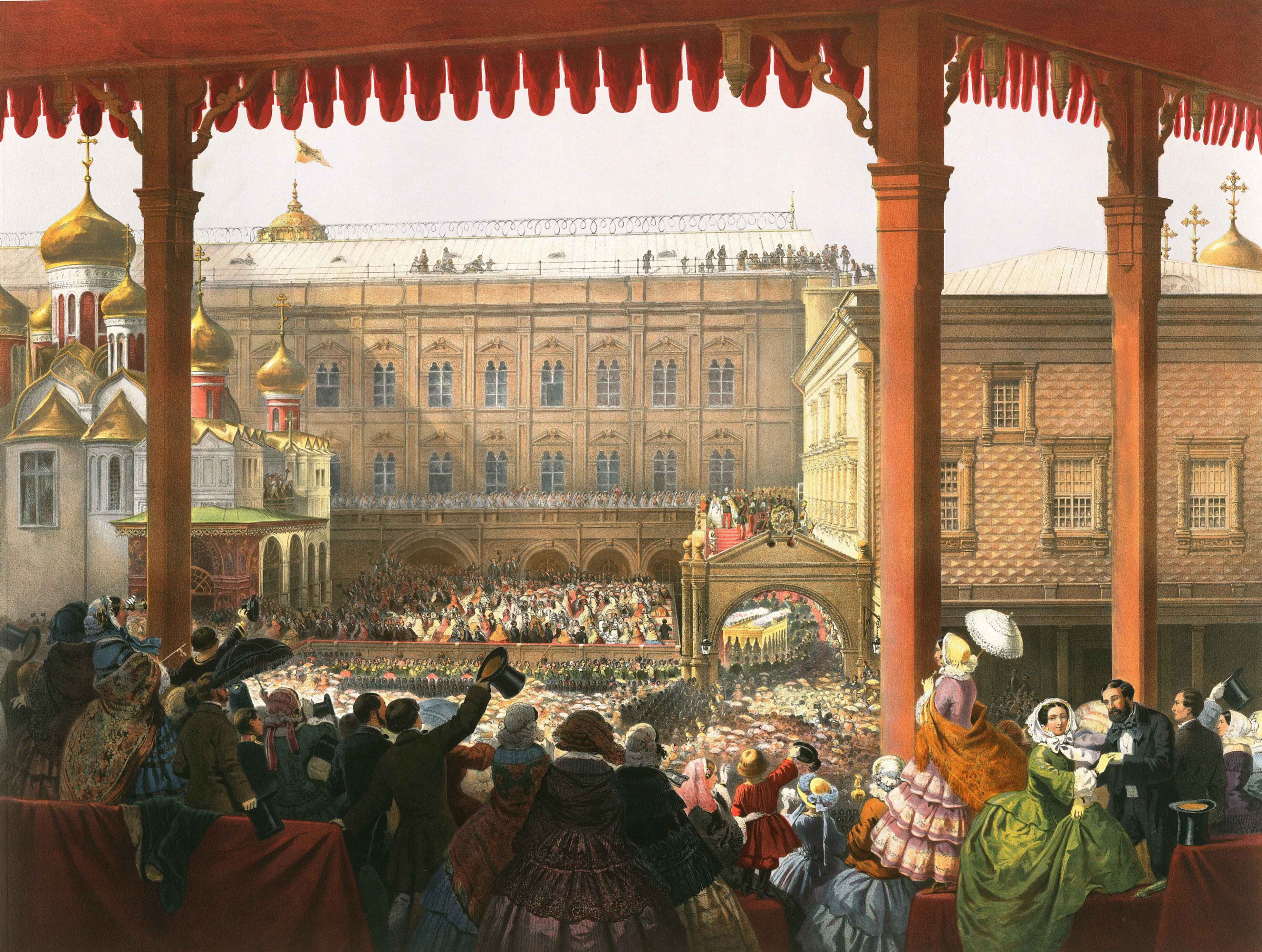
Alessandro II si inchina verso il suo popolo in cima alla Scalinata Rossa del Cremlino

All'interno del palazzo, lo zar e la zarina accoglievano i rappresentanti intervenuti tra cui diversi ospiti musulmani o comunque non cristiani che non avevano preso parte alla cerimonia dal momento che era loro proibito l'ingresso nella cattedrale. All'incoronazione di Nicola II e di Alessandra, lo statista cinese Li Hongzhang fu il rappresentante del suo imperatore. In un'altra stanza del palazzo stava riunito un gruppo di persone in abiti ordinari; questi erano i discendenti di quelle persone che in un'occasione o nell'altra avevano salvato le vite ai vari monarchi russi sin dalle prime memorie storiche disponibili. Dopo aver salutato queste persone, i sovrani si riposavano per qualche tempo per poi prepararsi al banchetto serale.

### Il banchetto dell'incoronazione
Il banchetto dell'incoronazione dell'zar si teneva la sera stessa della cerimonia, al Palazzo Granovitaya, coi membri del consiglio moscovita. I muri adorni di affreschi e i tavoli riccamente addobbati per l'occasione, facevano da sfondo ai membri della corte ivi riuniti. Gli ambasciatori stranieri venivano ammessi uno per uno ed annunciati, mentre il sovrano intonava un brindisi per ciascuno di loro.
I principi stranieri (non i regnanti) sedevano nella gallwria ala (detta Tainik), in quanto da tradizione solo i russi potevano prendere parte al banchetto.

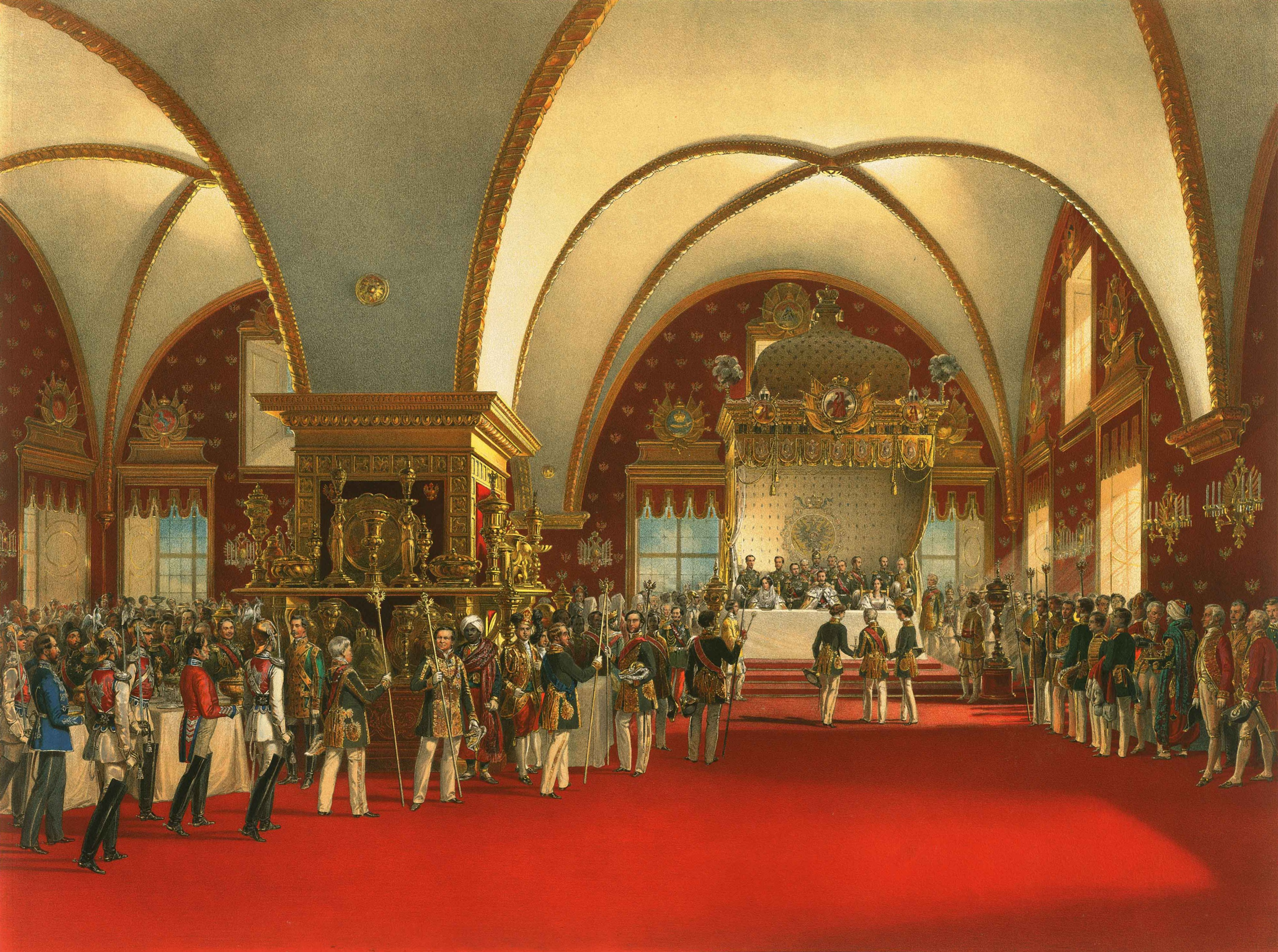
Il banchetto dell'incoronazione di Alessandro II al Palazzo delle Faccette

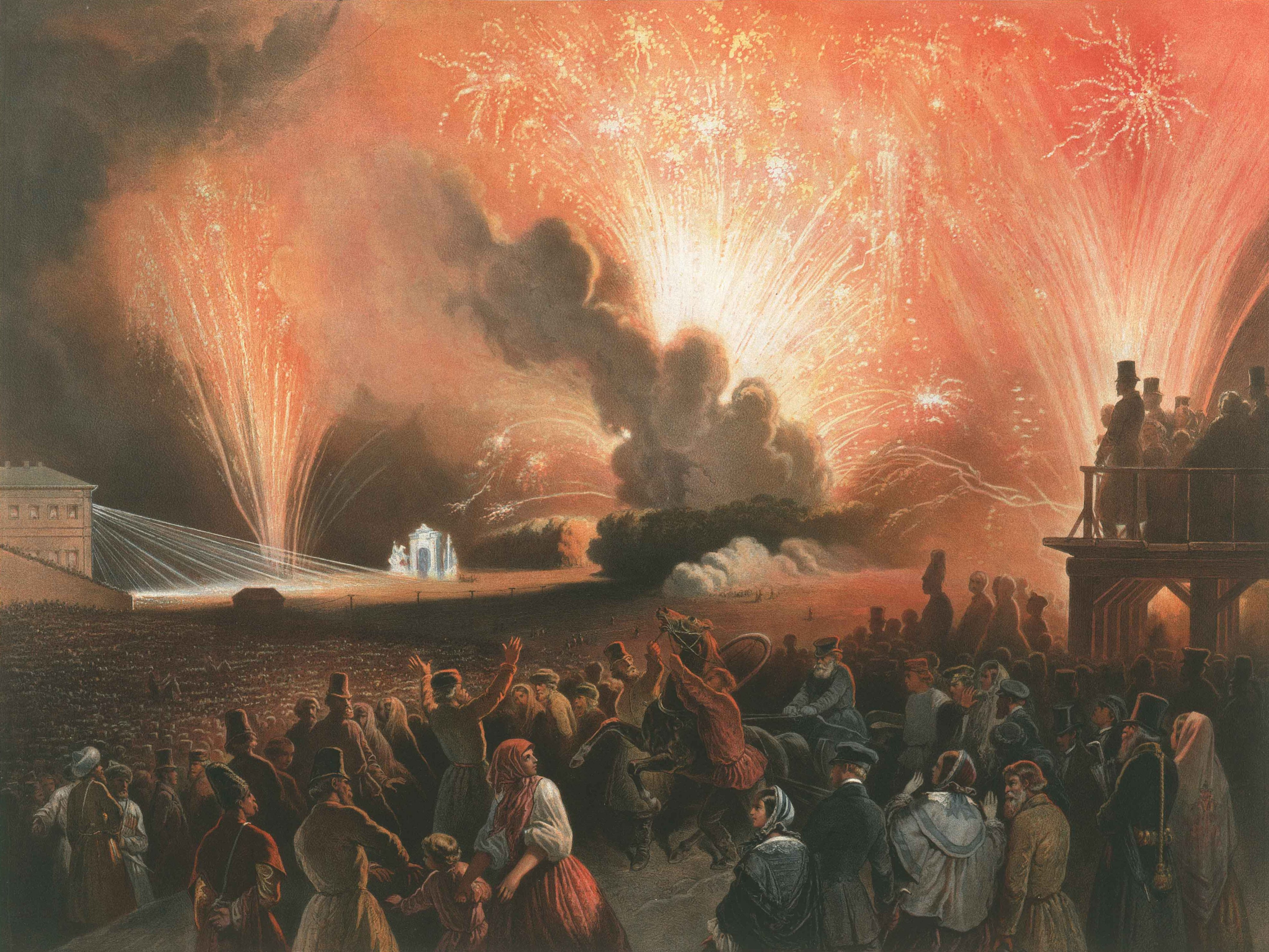
Fuochi d'artificio dopo l'incoronazione di Alessandro II nel 1856

Secondo il biografo Robert K. Massie, per la cena dell'incoronazione di Nicola II nel 1896 venne servito il seguente menù:
Boršč con pepe,
Involtini di carne,
Pesce al vapore,
Agnello,
Fagiani in salsa di crema,
Asparagi e insalata,
Frutta sotto spirito,
Gelato.

### Altre celebrazioni
Dopo il banchetto, il monarca prendeva parte ad altre cerimonie come ad esempio l'illuminazione a festa del Cremlino (l'ultima con l'uso della luce elettrica), i fuochi d'artificio, opere e vari balletti a teatro. Una speciale celebrazione era spesso organizzata per il popolo di Mosca, solitamente il giorno successivo alla cerimonia o poco dopo dove lo zar e la zarina distribuivano doni (spesso di poco conto) al popolo. Fu questo il caso dell'incoronazione dello zar Nicola II nel 1896 che venne funestata dalla Tragedia di Chodynka, dove 1.389 persone vennero calpestate nella ressa e morirono.
Con l'abolizione della monarchia dopo la Rivoluzione Russa del 1917, le cerimonie d'incoronazione non ebbero più alcun senso di esistere nella vita religiosa e politica del paese e vennero abolite ufficialmente.

## Elenco delle incoronazioni russe
I monarchi di Moscova prima di Ivan III venivano incoronati con riti diversi, mentre fu la moglie di Ivan stesso, Sofia Paleologa, nipote dell'ultimo imperatore di Bisanzio, Costantino XI, a portare una nuova forma di rito derivata espressamente dal rito bizantino ed adottata poi anche dai suoi successori.
Anche se diversi regnanti russi ebbero più di una consorte durante il loro regno, la tabella che segue indica solo (se ve ne erano) le consorti che vennero incoronate coi mariti durante la loro incoronazione. Vi furono in tutta la storia russa solo due eccezioni a questa regola:
- Marina Mniszech, che sposò Dimitri I il Falso dopo che egli era già stato incoronato come zar, e pertanto la sua personale incoronazione venne svolta durante la cerimonia del matrimonio.
- Yekaterina Alexeyevna, seconda moglie di Pietro I, la quale venne incoronata come coreggente di Russia nel 1724[38] e successivamente ascese al trono russo col nome di Caterina I dopo la morte del marito.

Gli altri sovrani russi o non ebbero consorti, oppure non le incoronarono o ancora (a partire da Paolo I e sino a Nicola II) le incoronarono durante le loro cerimonie d'incoronazione.

### Dinastia Rurik
Il Gran Principe Ivan III di Mosca fu il primo regnante russo a liberarsi dal giogo tartaro; egli si proclamò col titolo di "Gran Principe di tutta la Russia" ed utilizzò il titolo di "zar" nella corrispondenza diplomatica. Suo nipote, Ivan IV, fu il primo monarca ad essere formalmente incoronato come "Zar di tutta la Russia".
| Incoronazione                  | Immagine del monarca | Nome del monarca | Regno     | Nome della consorte     | Immagine della consorte |
| ------------------------------ | -------------------- | ---------------- | --------- | ----------------------- | ----------------------- |
| 14 aprile 1502                 |                      | Ivan III         | 1462–1505 | consorte non incoronata | /                       |
| 14 aprile 1502 (con suo padre) |                      | Vasili III       | 1505–1533 | consorte non incoronata | /                       |
| 16 gennaio 1547                |                      | Ivan IV          | 1533–1584 | consorte non incoronata | /                       |
| 31 maggio 1584                 |                      | Feodor I         | 1584–1598 | consorte non incoronata | /                       |

### Periodo dei Torbidi
A seguito della morte dello zar Feodor I, la Russia attraversò un periodo di quindici anni di incertezza politica, carestia e invasioni straniere noto come Periodo dei torbidi. Molti dei regnanti di questo periodo non poterono regnare abbastanza a lungo da poter godere di una certa stabilità necessaria nemmeno alla loro incoronazione, mentre uno addirittura fu un monarca straniero, Ladislao IV Vasa della Confederazione polacco-lituana. Dal luglio del 1610 al luglio del 1613, de consigli nobili rivali si contesero il potere; la Russia non ebbe uno zar dal 4 dicembre 1612 sino al 26 luglio 1613 quando Michele Romanov non venne eletto al trono dal Zemsky Sobor, fondando quindi la dinastia dei Romanov.
All'epoca dell'incoronazione dello zar Dimitri I il Falso nel 1605, egli non era ancora sposato; ad ogni modo dopo il suo matrimonio con Marina Mniszech di Polonia nel 1606, la sua consorte venne incoronata al suo arrivo a Mosca.
| Incoronazione    | Immagine del monarca | Nome del monarca                                | Regno     | Nome della consorte                            | Immagine della consorte |
| ---------------- | -------------------- | ----------------------------------------------- | --------- | ---------------------------------------------- | ----------------------- |
| 21 febbraio 1598 |                      | Boris Godunov                                   | 1598–1605 | consorte non incoronata                        | /                       |
| 21 luglio 1605   |                      | Dimitri I il Falso                              | 1605–1606 | nessuna consorte al momento dell'incoronazione | /                       |
| 8 maggio 1606    | /                    | Dimitri I il Falso (già incoronato; vedi sopra) | 1605–1606 | Marina Mniszech                                |                         |

### Dinastia Romanov
La dinastia Romanov prese il potere in Russia nel luglio del 1613, governando lo Stato russo sino alla Rivoluzione Russa del 1917, quando la monarchia venne abolita. Gli zar Ivan VI e Pietro III non furono mai incoronati, e non regnarono a lungo per poter tenere una tale cerimonia. Pietro il Grande adottò il titolo formale di "Imperatore" durante il suo regno ed i suoi successori lo usarono sino ala Rivoluzione, anche se rimase l'uso comune di riferirsi all'imperatore russo col nome di "zar".
| Incoronazione      | Immagine del monarca | Nome del monarca                | Regno     | Nome della consorte | Immagine della consorte |
| ------------------ | -------------------- | ------------------------------- | --------- | --- | ----------------------- |
| 22 luglio 1613     |                      | Michele I                       | 1613–1645 | consorte non incoronata | /                       |
| 28 settembre 1645  |                      | Alessio                         | 1645–1676 | consorte non incoronata | /                       |
| 18 giugno 1676     |                      | Feodor III                      | 1676–1682 | consorte non incoronata | /                       |
| June 25, 1682      |                      | Pietro I "Il Grande" con Ivan V | 1682–1725 | la prima consorte non venne incoronata; la seconda consorte venne incoronata come coreggente col nome di Caterina I (vedi poi) | /                       |
| 25 giugno 1682     |                      | Ivan V con Pietro I "Il Grande" | 1682–1696 | consorte non incoronata | /                       |
| 7 maggio 1724      |                      | Caterina I                      | 1725–1727 | consorte di Pietro I; incoronata come coreggente; governò da sola dopo la morte del marito senza mai risposarsi                | /                       |
| 25 febbraio 1728   |                      | Pietro II                       | 1727–1730 | nessuna consorte | /                       |
| 28 aprile 1730     |                      | Anna                            | 1730–1740 | nessun consorte | /                       |
| 6 marzo 1742       |                      | Elisabetta                      | 1741–1762 | nessun consorte | /                       |
| September 12, 1762 |                      | Caterina "la Grande"            | 1762–1796 | nessun consorte | /                       |
| 5 aprile 1797      |                      | Paolo I                         | 1796–1801 | Maria Feodorovna (Sofia Dorotea di Württemberg)                                                                                |                         |
| 15 settembre 1801  |                      | Alessandro I                    | 1801–1825 | Elisabetta Alexeievna (Luisa di Baden)                                                                                         |                         |
| 3 settembre 1826   |                      | Nicola I                        | 1825–1855 | Alessandra Feodorovna (Carlotta di Prussia)                                                                                    |                         |
| 7 settembre 1856   |                      | Alessandro II                   | 1855–1881 | Maria Alexandrovna (Maria d'Assia)                                                                                             |                         |
| 15 maggio 1883     |                      | Alessandro III                  | 1881–1894 | Maria Feodorovna (Dagmar di Danimarca)                                                                                         |                         |
| 26 maggio 1896     |                      | Nicola II                       | 1894–1917 | Alessandra Feodorovna (Alice d'Assia)                                                                                          |                         |